# Comuna de Zamość
Zamość (polaco: Gmina Zamość) é uma gminy (comuna) na Polónia, na voivodia de Lublin e no condado de Zamojski. A sede do condado é a cidade de Zamość.
De acordo com os censos de 2004, a comuna tem 20 276 habitantes, com uma densidade 102,9 hab/km².

## Área
Estende-se por uma área de 197 km², incluindo:
- área agrícola: 81%
- área florestal: 8%

## Demografia
Dados de 30 de Junho 2004:
|                      | Total   | Total | Mulheres | Mulheres | Homens  | Homens |
| -------------------- | ------- | ----- | -------- | -------- | ------- | ------ |
|                      | pessoas | %     | pessoas  | %        | pessoas | %      |
| População            | 20 276  | 100   | 10 330   | 50,9     | 9946    | 49,1   |
| Densidade (pop./km²) | 102,9   | 100   | 52,4     | 52,4     | 50,5    | 50,5   |

De acordo com dados de 2002, o rendimento médio per capita ascendia a 1019,08 zł.

## Subdivisões
- Białobrzegi, Białowola, Borowina Sitaniecka, Bortatycze, Bortatycze-Kolonia, Chyża, Jatutów, Kalinowice, Lipsko, Lipsko-Kosobudy, Lipsko-Polesie, Łapiguz, Mokre, Płoskie, Pniówek, Siedliska, Sitaniec, Sitaniec-Kolonia, Sitaniec-Wolica, Skaraszów, Skokówka, Szopinek, Wieprzec, Wierzchowiny, Wólka Panieńska, Wólka Wieprzecka, Wychody, Wysokie, Zalesie, Zarzecze, Zawada, Zwódne, Żdanów, Żdanówek.

## Comunas vizinhas
- Adamów, Łabunie, Nielisz, Sitno, Skierbieszów, Stary Zamość, Szczebrzeszyn, Zamość, Zwierzyniec